# Valencina de la Concepción
Valencina de la Concepción é um município da Espanha, na província de Sevilha, comunidade autónoma da Andaluzia. Tem 25,14 km² de área e em 2021 tinha 7 894 habitantes (densidade: 314 hab./km²). Pertence à comarca de Aljarafe, limitando com os municípios de Salteras, Santiponce, Camas, Espartinas, Gines, Castilleja de Guzmán e Castilleja de la Cuesta.